# كاتلين كريشيون
كاتلين كريشيون (بالرومانية: Cătălin Crăciun)‏ هو لاعب كرة قدم روماني في مركز الهجوم، ولد في 26 أغسطس 1991 في كرايوفا في رومانيا. لعب مع يونيفرسيتاتيا كرايوفا.